# Nematostella vectensis
Nematostella vectensis is een kleine zeeanemonensoort uit de familie Edwardsiidae. De soort komt voor in de kustwateren van Noord-Amerika, maar er zijn ook populaties geïntroduceerd in de zeeën ten zuiden van het Verenigd Koninkrijk. De zeeanemoon leeft voornamelijk in ondiep, brak water of in zoutmoerassen. De slanke lichaamskolom wordt meestal ingegraven in de bodems met de tentakels naar boven gericht.
Nematostella vectensis wordt wereldwijd in veel laboratoria gehouden als modelorganisme. Het genoom, de ontwikkelingsbiologie en het voortplantingsgedrag van de soort is grondig onderzocht en goed gekarakteriseerd. Hoewel de zeeanemoon veel in gevangenschap wordt gehouden, staat N. vectensis te boek als een kwetsbare soort in zijn natuurlijke leefomgeving.

## Beschrijving
Het lichaam van Nematostella vectensis bestaat uit een flexibele, transparante kolom van ongeveer twee centimeter. Aan de aborale zijde is er een karakteristiek, bolvormig uiteinde waarmee de poliep zich kan ingraven in de bodem. Het buitenoppervlak van de kolom heeft een losse bedekking van slijm waaraan sedimentdeeltjes vastplakken.

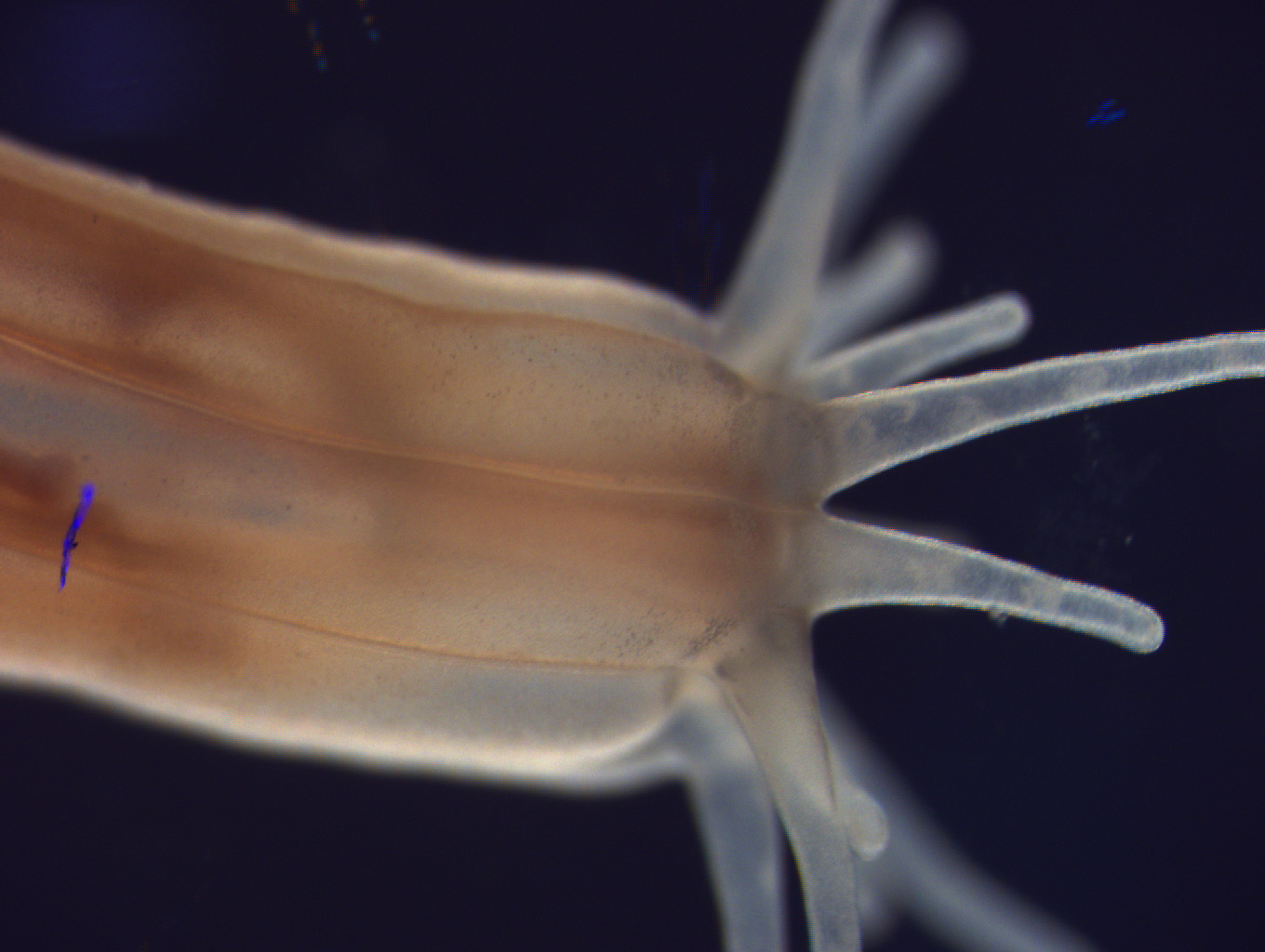
De tentakelkroon rond de mond

Aan de bovenkant van de kolom bevindt zich de mondopening die omringd is door twee ringen van lange, slanke tentakels. Meestal zijn er veertien maar soms wel twintig tentakels: de buitenste krans is langer dan de binnenste krans. Nematostella vectensis is doorschijnend en grotendeels kleurloos, maar heeft meestal een patroon van witte markeringen op de kolom en witte strepen op de tentakels.
Net als andere soorten binnen het geslacht Nematostella vormt deze soort nematosomen: vrij rondzwemmende structuren die uitgerust zijn met gifhoudende steekorganellen. De nematosomen bewegen zich voort met cilia (trilharen). Zo is de zeeanemoon in staat prooidieren zoals kleine kreeftachtigen uit te schakelen.

## Verspreiding
Nematostella vectensis komt voor aan de oost- en westkust van Noord-Amerika. Het verspreidingsgebied loopt van Nova Scotia tot Louisiana aan de oostkust, en van Washington tot Californië aan de westkust. In Europa is de verspreiding beperkt tot de zuid- en oostkust van het Verenigd Koninkrijk. De zeeanemoon komt voornamelijk voor in brak water en zoutmoerassen, op een diepte waar stroming minimaal is (zelden meer dan één meter diep). De soort kan een breed scala aan zoutgehaltes verdragen. Meestal is de zeeanemoon tot zijn tentakelkroon ingegraven in het slib of fijne zand. Wanneer er geen voedsel wordt vergaard, zijn de tentakels ingetrokken in de kolom, waardoor de soort praktisch compleet onzichtbaar is.

## Levenscyclus
In zijn natuurlijke leefomgeving plant Nematostella vectensis zich voornamelijk geslachtelijk voort. De anemonen bereiken na ongeveer drie tot vier maanden hun volwassen stadium, met een kolomlengte van twee cm. In de kolom van vrouwelijke individuen worden honderden tot duizenden eieren aangelegd. Na bevruchting komen de bolvormige larfjes (planulae) uit die ongeveer een week deel uitmaken van het plankton in de waterkolom. Eenmaal vastgezet op de zeebodem metamorfoseren ze tot juveniele poliepen.
De populaties in de kustwateren van Engeland planten zich ongeslachtelijke voort. Veel individuen ontwikkelen daarbij twee tentakelkronen, waarna het lichaam zich zijdelings in tweeën splitst.

## Wetenschappelijk onderzoek

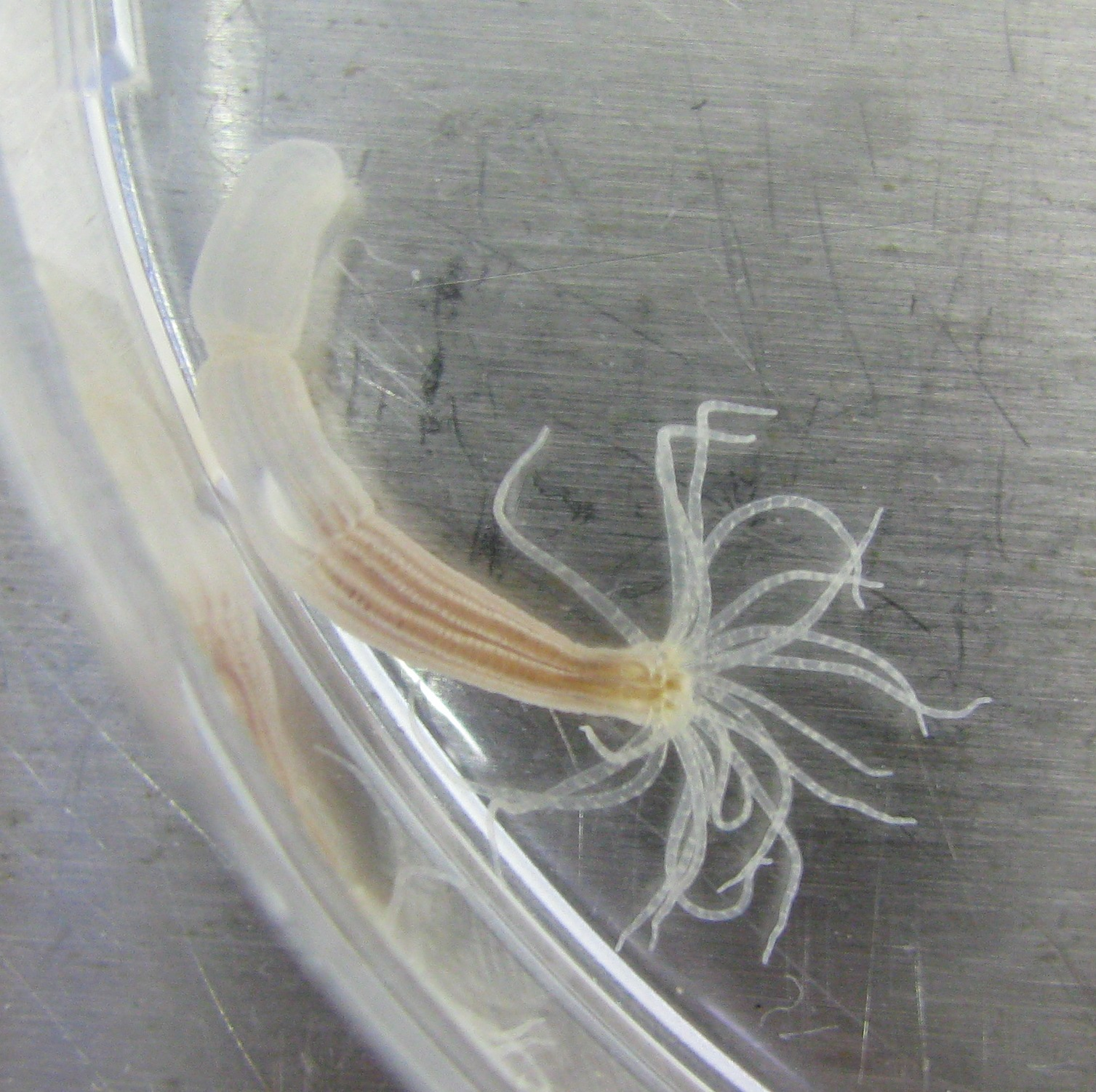
Nematostella vectensis in een petrischaal

Neteldieren behoren tot de meest primitieve vertegenwoordigers van het dierenrijk. Het zijn de meest eenvoudige dieren die echte weefsels vormen, bestaande uit gespecialiseerde cellen. Nematostella vectesis wordt gebruikt als een modelorganisme voor de bestudering van evolutie, genomica, ontwikkelingsbiologie en mariene ecologie. De soort is gemakkelijk in het laboratorium te houden, en er zijn technieken ontwikkeld om de zeeanemoon dagelijks geslachtscellen te laten produceren en zo een groot aantal embryo's op te leveren. Het genoom is geheel gesequenced en relatief goed gekarakteriseerd.